# Hélène Grégoire
Hélène Grégoire (Amsterdam, 1946) is een Nederlandse schilderes.

## Leven en werk
Grégoire werd geboren in een kunstenaarsfamilie; ze is een zus van beeldhouwer Pépé, dochter van beeldhouwer Paul en kleindochter van schilder Jan Grégoire. Ze studeerde aan de Rijksakademie van beeldende kunsten in Amsterdam (1963-1969) en was leerling van onder anderen Otto de Kat en Gé Röling. Ze won de gouden medaille voor schilderkunst bij de Prix de Rome in 1969, haar toenmalige echtgenoot Gabriël Sterk won de tweede prijs in de categorie beeldhouwkunst. Vier jaar later kreeg Grégoire de Aanmoedigingsprijs van Hilversum.
In 1980 emigreerde Grégoire naar Zuid-Australië, waar ze nog geregeld exposeert. Ze won de 'Best Artist Award' van The Adelaide Advertiser in 1994. In 1995 keerde ze terug naar Nederland en vestigde zich in de provincie Groningen. Ze woont en werkt in Den Andel en geeft schilderworkshops.
Terugkerend thema in het schilderwerk van Grégoire is haar omgeving, het landschap dat zij in geabstraheerde vormen en met vereenvoudigd kleurgebruik weergeeft.